# Marjolaine Boutet
Pour l’article homonyme, voir Boutet.
 (mars 2024).
Si vous disposez d'ouvrages ou d'articles de référence ou si vous connaissez des sites web de qualité traitant du thème abordé ici, merci de compléter l'article en donnant les références utiles à sa vérifiabilité et en les liant à la section « Notes et références ».
Marjolaine Boutet, née le 2 avril 1979 à Cambrai, est une historienne spécialiste des représentations en particulier dans les séries télévisées.

## Biographie
Après son bac scientifique et des études hypokhâgne et khâgnes au lycée Thiers à Marseille, elle étudie à l'Institut d'études politiques de Paris. Elle obtient également une licence et une maîtrise de l'histoire de l'art de l'Université de Paris I Panthéon-Sorbonne où elle présente un mémoire sur La représentation de la guerre dans le cycle gravé Der Krieg (1923-1924) d’Otto Dix sous la direction de Catherine Wermester. Ensuite, elle s'inscrit en DEA d'histoire du XXe siècle et soutient un mémoire intitulé Une autre histoire de la guerre du Vietnam : la réhabilitation des anciens combattants du Vietnam à travers les séries télévisées américaines sous la direction de Pierre Mélandri. En 2004, elle est reçue à l'agrégation d'histoire.
Elle soutient sa thèse sur L’identité américaine face à la guerre (1898-1991) : Etude de l’évolution des récits des guerres étrangères dans les manuels d’Histoire des Etats-Unis à destination du secondaire en 2009, sous la direction de Pierre Mélandri, où elle y analyse l'évolution du récit des guerres menées par les Etats-Unis entre 1898 et 1991 à travers 145 manuels d'Histoire américains publiés entre 1901 et 1991, permettant de comprendre la spécificité et l'évolution de l'identité américaine dans ces récits d'histoire nationale. 
Elle est maître de conférences en histoire contemporaine à l'Université de Picardie Jules-Verne entre 2010 et 2022 puis professeure des universités en études nord-américaines à l'Université Sorbonne-Paris-Nord depuis 2022.
Marjolaine Boutet est consultante historique pour la série Un village français. Elle coprésente avec Mac Lesggy, l'émission L'Histoire au Quotidien sur M6.

## Publications
- Les séries Télé pour les Nuls, First Éditions, 2009, 348 p.
- Vampires : au-delà du mythe, Ellipses, 2011, 243 p.
- Avec Pierre Sérisier et Joël Bassaget, Sériescopie - Guide thématique des séries télé, Ellipses, 2011, 685 p.
- Cold Case : la mélodie du passé, Presses universitaires de France, 2013, 147 p.
- Avec Philippe Nivet, La Bataille de la Somme, l'hécatombe oubliée 1er juillet-18 novembre 1916, Paris, Éditions Tallandier, 2016, 268 p.
- Un village français : une histoire de l'occupation. Saisons 1 à 7, Paris, La Martinière, 2017, 223 p.
- Faire écran. Les réécritures de la Seconde Guerre mondiale dans les séries télévisées au temps de la guerre froide, Presses universitaires du Septentrion, 2023, 362 p.
- Avec Pierre Sérisier, Mille séries à consommer sans modération, Glénat, 2023, 304 p.